# Схон, Раиса
Раиса Схон  (нидерл. Raïsa Schoon; род. 3 октября 2001, Горинхем) — нидерландская пляжная волейболистка.

## Карьера
В начале карьеры играла в паре с Эми ван Дриэль, в паре с которой выступала на Летних юношеских Играх 2018 года, на которых в 1/8 финала они проиграли российской паре (Мария Воронина и Мария Бочарова), будущим чемпионкам этого турнира.
С 2020 года играет в паре с Катей Стам, вместе с которой играла на олимпийском турнире летом 2021 года, на котором они проиграли в стыковых матчах дуэту из Кубы. В том же году на чемпионате Европы в паре с Катей Стам она завоевала серебряную медаль, проиграв в финале швейцарскому дуэту Нине Бетшарт и Тане Хюберли.
В следующем году на чемпионате Европы в паре с Катей Стам завоевала бронзовую медаль.